# Croton appertii
Croton appertii là một loài thực vật có hoa trong họ Đại kích. Loài này được J.Léonard mô tả khoa học đầu tiên năm 1975 publ. 1976.